# Салтыков, Николай Владимирович (инженер)
Николай Владимирович Салтыков (25 января 1925, Легостаевский район, Ново-Николаевская губерния — 28 ноября 1982, Москва) — советский инженер, организатор производства, партийный руководитель.

## Биография
Родился в деревне Агафониха (ныне не существует) в крестьянской семье. Старший из четырёх сыновей.
С 1941 года служил матросом на судах Западно-Сибирского речного пароходства (Новосибирск), работал на предприятии п/я 37 Наркомцветмета (Сибирь). С 1943 года учился в военном институте железно-дорожного транспорта. В ноябре 1944 году призван в Советскую армию и переведён в Омское танковое училище (1944—1945). Демобилизован в октябре 1945 года.
В 1950 году окончил Новосибирский автодорожный институт им. В. В. Куйбышева, в который был переведён из Новосибмрского инженерно-строительного института, в котором учился после демобилизации, и получил специальность «подъемно-транспортные, строительные и дорожные машины».
С 1950 года работал на Челябинском заводе дорожно-строительных машин им. Д. В. Колющенко; заместитель начальника, затем — начальник механосборочного цеха, секретарь заводского парткома (1953—1955).
С 1955 года — 1-й секретарь Кировского райкома партии г. Челябинска, заведующий пром.-трансп. отделом Челябинского горкома, с 1958 — 1-й секретарь горкома Челябинск-50 (ныне Снежинск). С 1961 — 1-й заместитель директора предприятия п/я 150 (ныне РФЯЦ — ВНИИТФ им. академика Е. И. Забабахина, Снежинск), с 1965 директор гос. опытного завода № 1 предприятия п/я 150. Участвовал в производстве ядерного оружия.
С 1968 года жил и работал в Москве: зам. директора по материально-техн. снабжению, капитальному строительству, финансированию и общим вопросам НИИ импульсной техники. С 1971 по 1982 год — зам. директора Института атомной энергии им. И. В. Курчатова (ныне Рос. науч. центр «Курчатовский институт»). Внёс большой вклад в сооружение крупнейшей в стране экспериментальной термоядерной установки «Токамак-10». Участник ВДНХ СССР (1956).

Могила на Кунцевском кладбище

Похоронен на Кунцевском кладбище (10 уч.).

## Награды
2 орд. Трудового Красного Знамени (1962, 1975), орд. «Знак Почёта» (1966), медали «За трудовое отличие» (1957), «За освоение целинных земель» (1956) и др.